# Jan Bijlefeld
Jan Bijlefeld (Tobelo, Halmahera, Indonesië, 19 juni 1922 – Haren, 3 februari 2001), was een Nederlandse architect , die vooral werkzaam was in het noorden van het land.

## Leven en werk

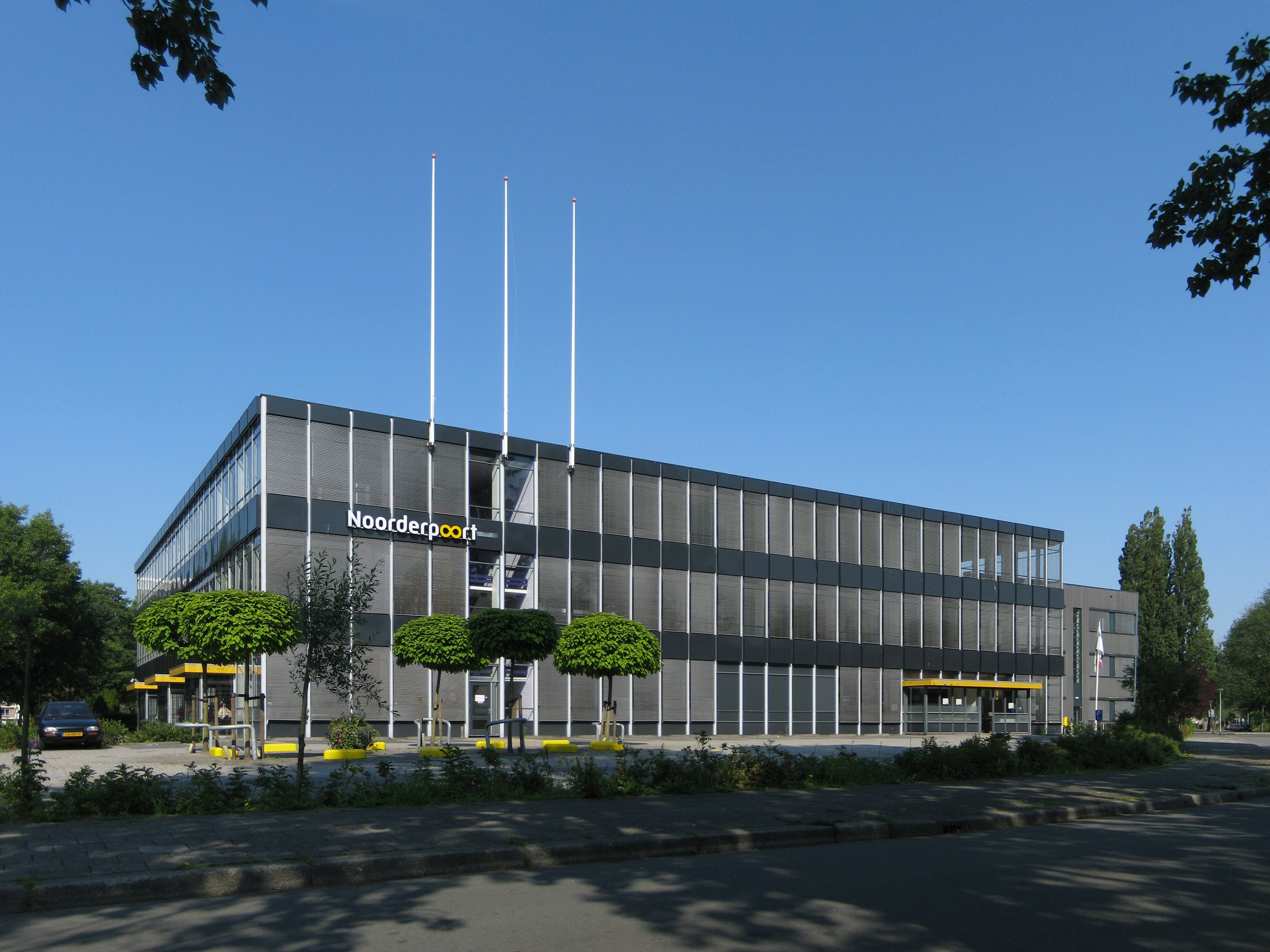
De door Bijlefeld ontworpen voormalige Commerciële School (1969) in Groningen in 2011. Het gebouw, dat is aangewezen als gemeentelijk monument, maakt tegenwoordig deel uit van het Noorderpoort College.

Bijlefeld werd in 1922 in het toenmalige Nederlands-Indië geboren, waar zijn vader zendeling was en tevens hoofd van een ambachtsschool en van een klapperonderneming. Zijn vader overleed in 1934 in Groningen toen hij 12 jaar was. Bijlefeld volgde in Groningen een meerjarige avondcursus Voorbereidend Bouwkunst Onderricht (VBO), waar in de bouw werkzame personen werden geschoold tot bouwkundige. Na het voltooien van deze opleiding, begin jaren vijftig, zette hij evenals zijn collega-studenten Coen Bekink, Arend Grit en Jan Gunnink zijn studie voort aan het Amsterdamse Hooger Bouwkunst Onderricht (HBO). Bijlefeld was een neef van de Groninger architect Willem Bijlefeld, van wie hij het bureau, na een periode van samenwerking, overnam. Samen met zijn voormalige medestudenten vormden ze vanaf 1960  de architectenwerkgroep Bekink-Bijlefeld-Grit-Gunnink met een kantoor aan de Marktstraat in Groningen. Nadat Bekink in 1972 een eigen bureau startte ging het bureau verder als Bijlefeld-Grit-Gunnink. Eerst aan de Marktstraat in Groningen en tot ongeveer 1975 onder die naam aan het Zuiderpark 24 in Groningen.
Rond 1975 stonden grootschalige projecten bij het toenmalige Academisch Ziekenhuis Groningen op stapel, waar de Groninger architecten aanvankelijk niet voor in aanmerking kwamen, terwijl er in die periode weinig werk was. In die periode werd de groep versterkt met Gerard Schijf en bovendien werd een samenwerking gevormd met drie andere bureaus om ook voor grotere projecten zoals het UMCG in aanmerking te komen. Gezamenlijk vormden ze het bureau Team 4 Architecten.
Bijlefeld ontwierp onder andere een detailhandelsschool, universiteitsgebouwen op het Zernikecomplex, de interne kliniek van het Academisch Ziekenhuis Groningen en verzorgingstehuizen in Haren.
Bijlefeld overleed in februari 2001 op 78-jarige leeftijd in Haren.